# Zorlovići
Zorlovići este un sat din comuna Pljevlja, Muntenegru. Conform datelor de la recensământul din 2003, localitatea are 28 de locuitori (la recensământul din 1991 erau 44 de locuitori).

## Demografie
În satul Zorlovići locuiesc 26 de persoane adulte, iar vârsta medie a populației este de 52,3 de ani (46,7 la bărbați și 57,2 la femei). În localitate sunt 10 gospodării, iar numărul mediu de membri în gospodărie este de 2,80.
Această localitate este populată majoritar de sârbi (conform recensământului din 2003).
|  |

| Demografie | Demografie | Demografie |
| An         | Locuitori  | Locuitori  |
| ---------- | ---------- | ---------- |
|            |            |            |
|            |            |            |
|            |            |            |
|            |            |            |
| 1948       | 125        |            |
| 1953       | 172        |            |
| 1961       | 151        |            |
| 1971       | 137        |            |
| 1981       | 90         |            |
| 1991       | 44         | 44         |
| 2003       | 28         | 28         |

| \| Componența etnică conform recensământului din 2003[2] \| Componența etnică conform recensământului din 2003[2] \| Componența etnică conform recensământului din 2003[2] \| Componența etnică conform recensământului din 2003[2] \| Componența etnică conform recensământului din 2003[2] \| \| ----------------------------------------------------- \| ----------------------------------------------------- \| ----------------------------------------------------- \| ----------------------------------------------------- \| ----------------------------------------------------- \| \| \| \| \| \| \| \| Sârbi \| Sârbi \| \| 22 \| 78,57% \| \| Muntenegreni \| Muntenegreni \| \| 6 \| 21,42% \| \| necunoscută \| necunoscută \| \| 0 \| 0% \| |              |  |    |        |
| Componența etnică conform recensământului din 2003 |              |  |    |        |
| |              |  |    |        |
| Sârbi | Sârbi        |  | 22 | 78,57% |
| Muntenegreni | Muntenegreni |  | 6  | 21,42% |
| necunoscută | necunoscută  |  | 0  | 0%     |